# Miletus oxylus
Miletus oxylus är en fjärilsart som beskrevs av Hans Fruhstorfer 1915. Miletus oxylus ingår i släktet Miletus och familjen juvelvingar. Inga underarter finns listade i Catalogue of Life.